# Tadeusz Florczak
Tadeusz Władysław Florczak (ur. 12 lutego 1895 w Sanoku, zm. wiosną 1940 w Katyniu) – inżynier mechanik, teoretyk samochodowy i konstruktor broni pancernej, major broni pancernych Wojska Polskiego, ofiara zbrodni katyńskiej.

## Życiorys
Urodził się jako syn Michała i Heleny z Korczyńskich. Gimnazjum ukończył we Lwowie. Działał w Drużynach Sokolich i Związku Strzeleckim. Przed 1914 podjął studia filozoficzne.
Po wybuchu I wojny światowej w 1914 wstąpił do Legionów Polskich, przydzielony do 1 Pułku Piechoty w składzie I Brygady, brał udział w walkach pod Dęblinem. Od 1915 do kryzysu przysięgowego w 1917 był w szeregach 6 pułku piechoty w składzie III Brygady, uczestniczył w walkach nad rzeką Stochód (walki trwały od czerwca 1916 do sierpnia 1917, na rzece opierała się linia frontu wschodniego). Ukończył Szkołę Oficerów Liniowych Piechoty w Dęblinie w 1917. Później został internowany na Węgrzech i wcielony do c. i k. armii.
Po odzyskaniu przez Polskę niepodległości w 1918 został przyjęty do Wojska Polskiego. Został awansowany do stopnia kapitana ze starszeństwem z dniem 1 czerwca 1919 w korpusie oficerów administracji dział gospodarczy. Przydzielono go do pracy kancelaryjnej. Studiował filozofię na Uniwersytecie Jana Kazimierza. Następnie w latach 1922–1925 studiował na Wydziale Budowy Maszyn Politechniki Lwowskiej i uzyskał dyplom z tytułem inżyniera mechanika (uzyskanie tytułu ogłoszono w 1934). Wówczas był odkomenderowany na studia na politechnice, zaś w tym okresie był przydzielony do Okręgowego Zakładu Gospodarczego VIII, a w 1924 do 6 dywizjonu samochodowego we Lwowie. W 1924 był zweryfikowany w stopniu kapitana ze starszeństwem z dniem 1 czerwca 1919 w korpusie oficerów samochodowych. W kolejnych latach 20. i 30. służył nadal w 6 dywizjonie samochodowym, gdzie został kierownikiem technicznym warsztatów samochodowych, a następnie komendantem parku samochodowego.
Od 1933 był zatrudniony w Instytucie Badań Inżynierii w Warszawie. Pracował jako teoretyk samochodowy i konstruktor broni pancernej na potrzeby wojska. Od 1935 w sformowanym wówczas 5 batalionie pancernym został mianowany na stanowiska drugiego zastępcy dowódcy batalionu i kwatermistrza. W 1936 został mianowany do stopnia majora.
Po wybuchu II wojny światowej we wrześniu 1939 i agresji ZSRR na Polskę w dniu 17 września 1939 został aresztowany przez Sowietów, następnie przetrzymywany w obozie w Kozielsku. Na wiosnę 1940 został zabrany do Katynia i rozstrzelany przez funkcjonariuszy Obwodowego Zarządu NKWD w Smoleńsku oraz pracowników NKWD przybyłych z Moskwy na mocy decyzji Biura Politycznego KC WKP(b) z 5 marca 1940. Jest pochowany na Polskim Cmentarzu Wojennym w Katyniu. Jego nazwisko znajduje się na liście NKWD nr 015/23 z 1940.
Był żonaty, miał dwoje dzieci: syna Witolda i córkę Annę.

## Ordery i odznaczenia
- Krzyż Niepodległości (2 sierpnia 1931)[10]
- Krzyż Walecznych
- Złoty Krzyż Zasługi (18 lutego 1939)[11]
- Srebrny Krzyż Zasługi (10 listopada 1928)[12]

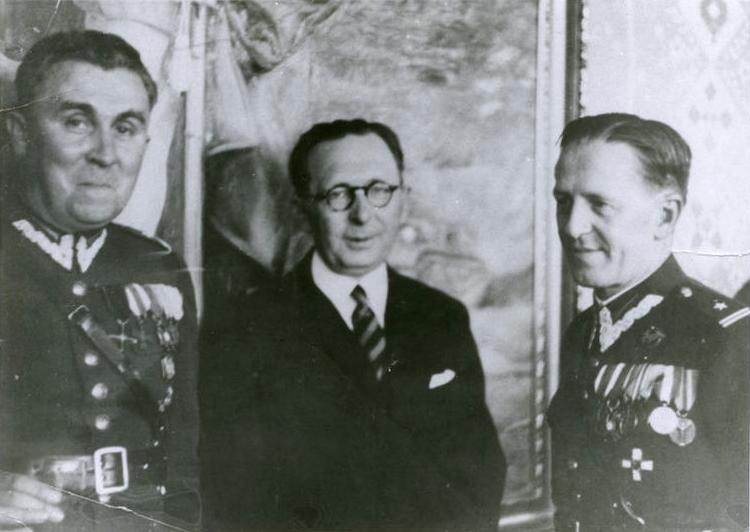
Z lewej w mundurze oficera kaw. Tadeusz Florczak, z prawej major br. panc. Antoni Żarski.

## Upamiętnienie
5 października 2007 roku Minister Obrony Narodowej Aleksander Szczygło mianował go pośmiertnie do stopnia podpułkownika. Awans został ogłoszony 9 listopada 2007 roku, w Warszawie, w trakcie uroczystości „Katyń Pamiętamy – Uczcijmy Pamięć Bohaterów”.
18 kwietnia 2009, w ramach akcji „Katyń... pamiętamy” / „Katyń... Ocalić od zapomnienia”, w tzw. Alei Katyńskiej na Cmentarzu Centralnym w Sanoku zostało zasadzonych 21 Dębów Pamięci, w tym upamiętniający Tadeusza Florczaka (zasadzenia dokonał Michał Chodakowski ze Światowego Związku Żołnierzy Armii Krajowej – Koła w Sanoku).

## Zobacz też

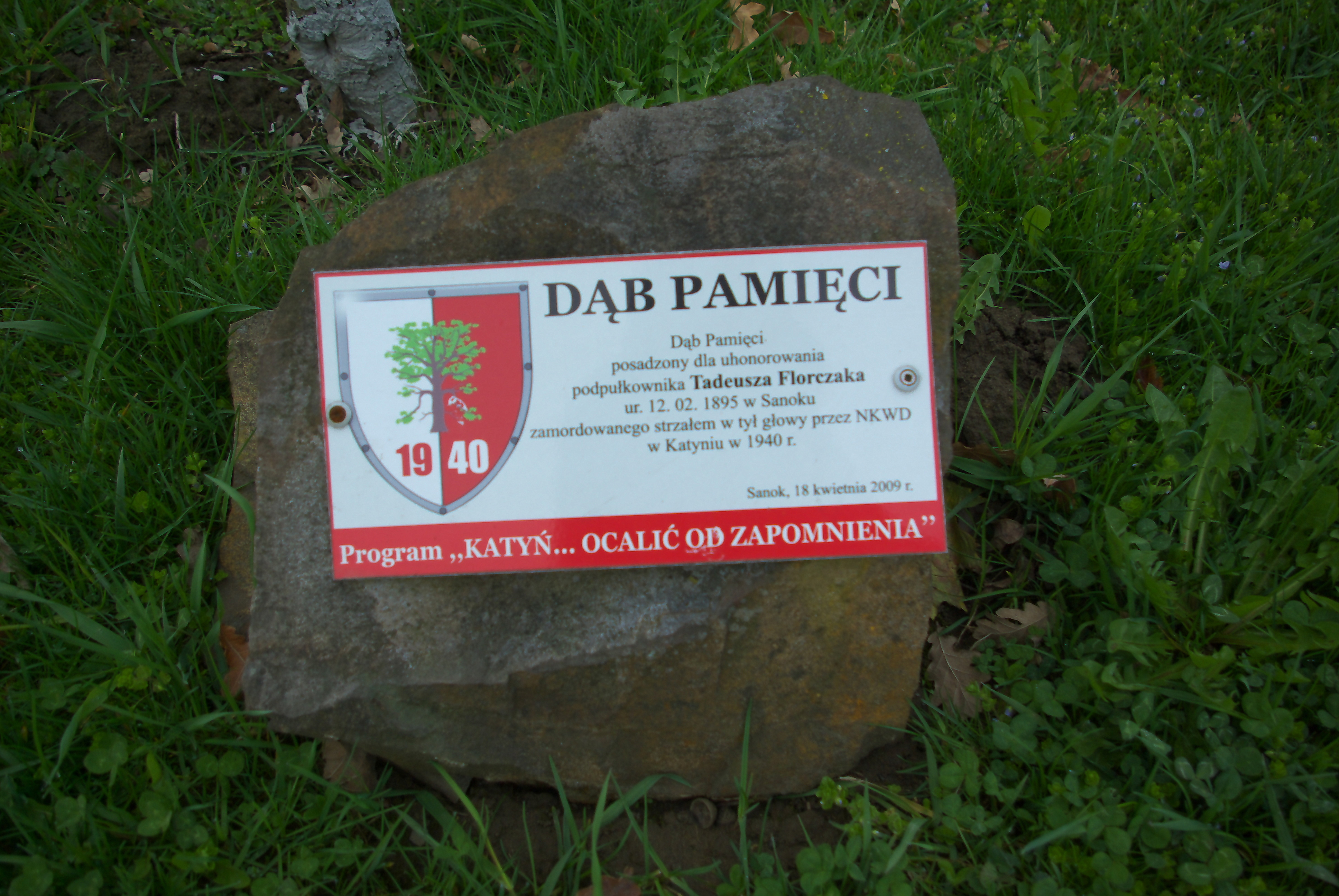
Kamień przy Dębie Pamięci honorującym Tadeusza Florczaka w Sanoku